# Geheimgefängnis
Geheimgefängnisse, auch „Schwarze Gefängnisse“ genannt (englisch: Black Jail), sind dem Standort und manchmal auch der Existenz nach vor der Öffentlichkeit geheim gehaltene Areale oder Anlagen, in denen Personen festgehalten werden, ohne dass die Gefangenschaft durch die ansonsten zuständige Justiz oder durch nichtstaatliche Organisationen wie die IKRK kontrolliert wird, wie es bei offiziellen Gefängnissen üblich ist.
Von einem Internierungslager unterscheidet sich ein Geheimgefängnis vor allem durch seine Größe, seine innere Struktur und die Behandlung der Gefangenen. Internierungslager umfassen normalerweise mehrere tausend Häftlinge, die einer Lagerverwaltung unterstehen und über eine begrenzte Selbstverwaltung verfügen, was in Geheimgefängnissen mit höchstens einigen hundert Insassen nicht der Fall ist. Grobe Misshandlungen und Folter sind auch in Internierungslagern nachgewiesen.
In Geheimgefängnissen werden verschleppte Personen heimlich festgesetzt und verhört, in einigen aufgedeckten Fällen ist Folter nachgewiesen worden. Diese Institutionen sind weltweit geächtet, da den Gefangenen aufgrund der Geheimhaltung jeder Rechtsweg abgeschnitten ist. Selbst wenn keine körperliche Folter angewandt wird, ist der zermürbende Zustand völligen Ausgeliefertseins ohne Beistand von außen der weißen Folter zuzuordnen. Den Opfern geheimer Gefängnisse wird stets ein ordentliches Gerichtsverfahren vorenthalten, selbst die Festnahmen sind in den meisten Fällen als rechtswidrig einzuordnen. Geheime Gefängnisse widersprechen der dritten und der vierten Genfer Konvention. Im angelsächsischen Raum widersprechen sie zudem dem Habeas Corpus Amendment Act, in Mitgliedsstaaten des Europarates der Europäischen Menschenrechtskonvention und in NATO-Staaten in Verbindung mit dem NATO-Truppenstatut den nationalen Verfassungen.

## Geschichte
Gefängnisse, in denen meistens Regimegegner ohne Rechte auf unbestimmte Zeit festgehalten wurden, waren und sind in vielen Staaten der Welt keine Seltenheit. Deswegen ist der Begriff des Geheimgefängnisses weniger mit der Entstehung dieser Einrichtungen als mit der Entwicklung, die zu ihrer Ächtung führte, verbunden. Diese hat in Europa ihren Ursprung, wo sie auf nationaler Ebene vor allem durch aufstrebende Demokratien vorangetrieben wurde. Erst später wurden diese Institutionen auch auf internationaler Ebene missbilligt.

### National
- In England wurde 1679 als erstes durch den Habeas Corpus Amendment Act die Inhaftierung ohne Gerichtsverfahren und ohne Kenntnis, was einem vorgeworfen wird, rechtswidrig. Der Angeklagte musste innerhalb von drei Tagen einem Richter vorgeführt werden, und man durfte ihn auch nicht außer Landes schaffen.
- In der Verfassung der USA wurde 1789 festgeschrieben, dass das Recht auf richterliche Haftprüfung nur im Falle eines Aufstandes oder einer Invasion vorübergehend ausgesetzt werden kann, wenn die öffentliche Sicherheit dies erfordert.
- Im deutschen Grundgesetz ist es in dem Art. 104 Abs. 2 und 3 aufgeführt.
- Durch den während der französischen Revolution entstandenen und 1804 von Napoleon in Europa verbreiteten Code civil wurden elementare Rechte wie das der Unschuldsvermutung und der Gleichheit vor dem Gesetz vorgeschrieben. Teile des Code Civil sind noch heute in der französischen Verfassung zu finden.

### International
Die nationalen Gesetzgebungen beschränkten sich oft auf Bürger des eigenen Landes, und in Kriegszeiten waren noch viele Grauzonen vorhanden. 1864 begann man mit den Genfer Konventionen, diese zu regeln. 1929 wurden der Status des Kriegsgefangenen und die ihm zustehenden Rechte definiert, die bei der 1949 erfolgten Überarbeitung weiter konkretisiert wurden. Die rechtliche Einstufung z. B. von Saboteuren und Rebellen war noch vielseitig auslegbar, so dass sie noch bis 1977 nachgebessert bzw. ergänzt wurde. Mehrere Staaten, unter anderen die USA, weigern sich aber, die überarbeiteten Versionen zu ratifizieren.
Die Konventionen verbieten unter anderem, Gefangene über das Kriegsende hinaus festzuhalten oder sie an möglicherweise folternde Staaten auszuliefern. Selbstverständlich ist jede Person zumindest human zu behandeln, bestimmte Personengruppen können aber auch noch weitere Rechte geltend machen.

## Deutschland
In der Zeit des Nationalsozialismus waren die Standorte der größeren Konzentrationslager unter der Bevölkerung bekannt und gefürchtet, wie das geflügelte Wort „Lieber Gott, mach’ mich stumm, dass ich nicht nach Dachau kumm'!“ veranschaulicht. Die Standorte der über tausend KZ-Außenlager wurden hingegen von der Gestapo geheim gehalten.
Ab 1945 richteten die Besatzungsmächte neben Internierungslagern und Speziallagern auch Geheimgefängnisse ein. Am bekanntesten ist das britische Geheimgefängnis Bad Nenndorf.

## Aktuell

### USA
Die USA betrieben auf Diego Garcia ein geheimes Gefängnis, bis dessen Existenz 2003 offenkundig wurde – danach wurde dieses Geheimgefängnis weiterbetrieben. Amnesty International warf den USA vor, neben bekannten, aber rechtlich bedenklichen Einrichtungen wie dem Gefangenenlager Guantanamo ein weltweites Netz von geheimen Gefängnissen und Lagern zu betreiben, in denen Personen rechtswidrig festgehalten und behandelt werden. Die Menschenrechtsorganisation Reprieve schätzte die Zahl der Insassen in von den USA betriebenen Geheimgefängnissen auf 27.000. Internationale Organisationen wie die UN und mehrere nationale Regierungen haben die Schließung dieser Einrichtungen gefordert. Der gängige Terminus der US-Regierung für diese Orte ist „Black Sites“. Zwei Tage nach seiner Amtsübernahme als neuer Präsident der Vereinigten Staaten befahl Barack Obama mit sofortiger Wirkung die Schließung aller CIA-Geheimgefängnisse.

### Israel
Nach einem Bericht der israelischen Tageszeitung Haaretz betrieben die israelischen Verteidigungskräfte bis 2006 ein Geheimgefängnis, dessen Standort der Geheimhaltung unterliegt und das unter dem Namen Anlage 1391 firmierte. Das Gefängnis soll vom Mossad und dem Shabak zur Unterbringung von Gefangenen benutzt worden sein. In mehreren Zeitungsberichten (Haaretz, Guardian, Le Monde Diplomatique) kommen ehemalige Gefangene zu Wort, die dort Menschenrechtsverletzungen erfahren haben und von Folter berichten.

### Irak
Einem Bericht von Spiegel Online zufolge betrieb das neue irakische Innenministerium bis etwa Herbst 2005 mindestens ein Geheimgefängnis, in dem mutmaßliche ehemalige Anhänger des Regimes von Saddam Hussein gefangen gehalten wurden. Die meisten der von irakischen und US-amerikanischen Soldaten in einem Gebäude im Bagdader Stadtteil Dschadrija entdeckten Häftlinge (überwiegend sunnitischer Herkunft) sollen Zeichen schwerer körperlicher Misshandlung aufgewiesen haben. Die irakische Regierung kündigte nach dem Bekanntwerden dieser Informationen eine Untersuchung an; der irakische Innenminister ließ verlauten, die Verantwortlichen würden zur Rechenschaft gezogen.

### China
Laut einem Untersuchungsbericht von Human Rights Watch werden in China seit 2003 Geheimgefängnisse in ehemaligen psychiatrischen Einrichtungen, Krankenhäusern und staatlichen Hotels genutzt, um illegal gegen z. B. Petitionssteller oder Menschenrechtsanwälte vorzugehen. Auch Minderjährige sollen sich unter den Inhaftierten befinden. Folter, Vergewaltigung und Diebstahl sollen in den Schwarzen Gefängnissen keine Seltenheit sein, wobei die Betreiber dieser Geheimgefängnisse einen täglichen Betrag von 150–300 Yuan (ca. 17–33 Euro) pro Insasse von der Regierung ausgezahlt bekommen. Des Weiteren berichteten selbst Chinas Medien im Jahre 2010 über ein ehemaliges Geheimgefängnis in Peking.